# Gerichtsorganisation in Dänemark
Die Gerichtsorganisation in Dänemark ist in drei Instanzen aufgebaut.

## Ordentliche Gerichtsbarkeit

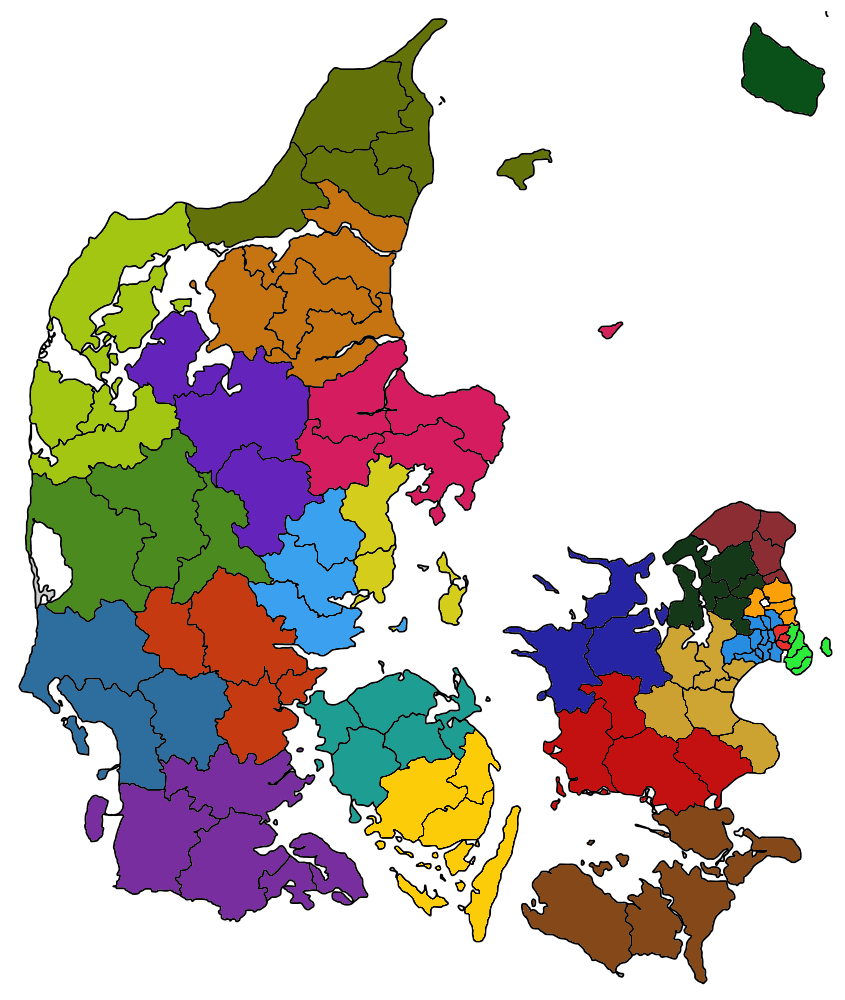
Die 24 Gerichtsbezirke (Retskredse) in Dänemark

An der Spitze des Instanzenzugs steht das Oberste Gericht, das Højesteret. Diesem sind zwei Gerichte der zweiten Instanz nachgeordnet, das Östliche Landgericht (Østre Landsret) und das Westliche Landgericht (Vestre Landsret) sowie das See- und Handelsgerichts (Sø- og Handelsretten) und das grönländische Landgericht Grønlands Landsret. Die Eingangsinstanz bilden seit 2007 die 24 Bezirksgerichte (byretter) (diese werden auch als Stadtgericht oder Amtsgericht übersetzt). Hinzu kommt ein Grundbuchgericht (Tinglysningsretten), die Gerichte der Färöer (Retten på Færøerne) und Grönlands (Retten i Grønland), ein Ausschuss für Berufungszulassungen (Procesbevillingsnævnet) und ein besonderes Klagegericht für Disziplinar- und Wiederaufnahmeverfahren (Den Særlige Klageret)

## Bezirksgerichte seit 2007
Die Bezirksgerichte sind seit 2007:
| Gerichtsbezirke in Dänemark seit 2007 | Gerichtsbezirke in Dänemark seit 2007 | Gerichtsbezirke in Dänemark seit 2007 | Gerichtsbezirke in Dänemark seit 2007 | Gerichtsbezirke in Dänemark seit 2007                                             |
| Nr.                                   | Name                                  | Sitz (Zweigstelle)                    | Gerichtsbezirk | Landgerichtsbezirk                                                                |
| ------------------------------------- | ------------------------------------- | ------------------------------------- | --- | --------------------------------------------------------------------------------- |
| 1                                     | Retten i Hjørring                     | Hjørring                              | Brønderslev, Frederikshavn, Hjørring, Jammerbugt, Læsø | Nordjysk nævningekreds (Vestre Landsret nr. 2) Tingsted: Aalborg                  |
| 2                                     | Retten i Aalborg                      | Aalborg                               | Mariagerfjord, Rebild, Vesthimmerland, Aalborg | Nordjysk nævningekreds (Vestre Landsret nr. 2) Tingsted: Aalborg                  |
| 3                                     | Retten i Randers                      | Randers (Grenaa)                      | Favrskov, Norddjurs, Randers, Syddjurs | Midtjysk nævningekreds (Vestre Landsret nr. 1) Tingsted: Viborg                   |
| 4                                     | Retten i Aarhus                       | Aarhus                                | Odder, Samsø, Aarhus | Østjysk nævningekreds (Vestre Landsret nr. 3) Tingsted: Århus                     |
| 5                                     | Retten i Viborg                       | Viborg                                | Silkeborg, Skive, Viborg | Midtjysk nævningekreds (Vestre Landsret nr. 1) Tingsted: Viborg                   |
| 6                                     | Retten i Holstebro                    | Holstebro (Thisted)                   | Holstebro, Lemvig, Morsø, Struer, Thisted | Midtjysk nævningekreds (Vestre Landsret nr. 1) Tingsted: Viborg                   |
| 7                                     | Retten i Herning                      | Herning                               | Herning, Ikast-Brande, Ringkøbing-Skjern | Midtjysk nævningekreds (Vestre Landsret nr. 1) Tingsted: Viborg                   |
| 8                                     | Retten i Horsens                      | Horsens                               | Hedensted, Horsens, Skanderborg | Midtjysk nævningekreds (Vestre Landsret nr. 1) Tingsted: Viborg                   |
| 9                                     | Retten i Kolding                      | Kolding                               | Billund, Fredericia, Kolding, Vejle | Sydøstjysk nævningekreds (Vestre Landsret nr. 4) Tingsted: Kolding                |
| 10                                    | Retten i Esbjerg                      | Esbjerg                               | Esbjerg, Fanø, Varde, Vejen | Sydvestjysk nævningekreds (Vestre Landsret nr. 5) Tingsted: Esbjerg               |
| 11                                    | Retten i Sønderborg                   | Sønderborg (Haderslev) (Tønder)       | Haderslev, Sønderborg, Tønder, Aabenraa | Sønderjysk nævningekreds (Vestre Landsret nr. 6) Tingsted: Sønderborg             |
| 12                                    | Retten i Odense                       | Odense                                | Assens, Kerteminde, Middelfart, Odense, Nordfyn | Fynsk nævningekreds (Østre Landsret nr. 5) Tingsted: Odense                       |
| 13                                    | Retten i Svendborg                    | Svendborg                             | Faaborg-Midtfyn, Langeland, Nyborg, Svendborg, Ærø | Fynsk nævningekreds (Østre Landsret nr. 5) Tingsted: Odense                       |
| 14                                    | Retten i Nykøbing Falster             | Nykøbing Falster                      | Guldborgsund, Lolland, Vordingborg | Lolland-Falstersk nævningekreds (Østre Landsret nr. 3) Tingsted: Nykøbing Falster |
| 15                                    | Retten i Næstved                      | Næstved                               | Faxe, Næstved, Slagelse, Sorø | Syd- og Vestsjællandsk nævningekreds (Østre Landsret nr. 2) Tingsted: København   |
| 16                                    | Retten i Holbæk                       | Holbæk                                | Holbæk, Kalundborg, Odsherred | Syd- og Vestsjællandsk nævningekreds (Østre Landsret nr. 2) Tingsted: København   |
| 17                                    | Retten i Roskilde                     | Roskilde                              | Greve, Køge, Lejre, Ringsted, Roskilde, Solrød, Stevns | Københavnsk nævningekreds (Østre Landsret nr. 1) Tingsted: København              |
| 18                                    | Retten i Hillerød                     | Hillerød                              | Allerød, Egedal, Frederikssund, Halsnæs, Hillerød | Københavnsk nævningekreds (Østre Landsret nr. 1) Tingsted: København              |
| 19                                    | Retten i Helsingør                    | Helsingør                             | Fredensborg, Gribskov, Helsingør, Hørsholm | Københavnsk nævningekreds (Østre Landsret nr. 1) Tingsted: København              |
| 20                                    | Retten i Lyngby                       | Kongens Lyngby                        | Furesø, Gentofte, Lyngby-Taarbæk, Rudersdal | Københavnsk nævningekreds (Østre Landsret nr. 1) Tingsted: København              |
| 21                                    | Retten i Glostrup                     | Glostrup                              | Albertslund, Ballerup, Brøndby, Gladsaxe, Glostrup, Herlev, Hvidovre, Høje-Taastrup, Ishøj, Rødovre, Vallensbæk                                                                                              | Københavnsk nævningekreds (Østre Landsret nr. 1) Tingsted: København              |
| 22                                    | Retten på Frederiksberg               | Frederiksberg                         | Frederiksberg, und auch Teile von Kopenhagen (Bispebjerg-Brønshøj Provsti, Valby-Vanløse Provsti, Sydhavn Sogn)                                                                                              | Københavnsk nævningekreds (Østre Landsret nr. 1) Tingsted: København              |
| 23                                    | Københavns Byret                      | Kopenhagen                            | Dragør, Tårnby, und auch Teile von Kopenhagen (Amagerbro Provsti, Holmens Provsti, Nørrebro Provsti, Vesterbro Provsti ohne Sydhavn Sogn, Vor Frue Provsti, Østerbro Provsti, Højdevangs Sogn, Solvang Sogn) | Københavnsk nævningekreds (Østre Landsret nr. 1) Tingsted: København              |
| 24                                    | Retten på Bornholm                    | Rønne                                 | Bornholm, Ertholmene (außerhalb der Gemeinden) | Bornholmsk nævningekreds (Østre Landsret nr. 4) Tingsted: Rønne                   |

### Färöer
| Gerichtsbezirke auf den Färöern seit 2007 | Gerichtsbezirke auf den Färöern seit 2007 | Gerichtsbezirke auf den Färöern seit 2007 | Gerichtsbezirke auf den Färöern seit 2007 | Gerichtsbezirke auf den Färöern seit 2007                |
| Nr.                                       | Name                                      | Sitz (Zweigstelle)                        | Gerichtsbezirk                            | Landgerichtsbezirk                                       |
| ----------------------------------------- | ----------------------------------------- | ----------------------------------------- | ----------------------------------------- | -------------------------------------------------------- |
| 1                                         | Retten på Færøerne                        | Tórshavn                                  | ganze Färöer                              | Færøsk nævningekreds (Østre Landsret) Tingsted: Tórshavn |

### Grönland
| Gerichtsbezirke in Grönland seit 2013 | Gerichtsbezirke in Grönland seit 2013 | Gerichtsbezirke in Grönland seit 2013                                      | Gerichtsbezirke in Grönland seit 2013 | Gerichtsbezirke in Grönland seit 2013 | Gerichtsbezirke in Grönland seit 2013 |
| Nr.                                   | Name                                  | Sitz (Zweigstelle)                                                         | Gerichtsbezirk                        | Landgerichtsbezirk                    |                                       |
| ------------------------------------- | ------------------------------------- | -------------------------------------------------------------------------- | ------------------------------------- | ------------------------------------- | ------------------------------------- |
| 1                                     | Retten i Grønland                     | Nuuk                                                                       | ganz Grönland                         | Grønlands Landsret Tingsted: Nuuk     |                                       |
| 2                                     | Kujalleq Kredsret                     | Qaqortoq (Nanortalik Narsaq)                                               | Kommune Kujalleq                      | Grønlands Landsret Tingsted: Nuuk     |                                       |
| 3                                     | Sermersooq Kredsret                   | Nuuk (Ittoqqortoormiit Paamiut Tasiilaq)                                   | Kommuneqarfik Sermersooq              | Grønlands Landsret Tingsted: Nuuk     |                                       |
| 4                                     | Qeqqa Kredsret                        | Sisimiut (Maniitsoq)                                                       | Qeqqata Kommunia                      | Grønlands Landsret Tingsted: Nuuk     |                                       |
| 5                                     | Qaasuitsoq Kredsret                   | Ilulissat (Qasigiannguit Qeqertarsuaq Uummannaq Upernavik Qaanaaq Aasiaat) | Avannaata Kommunia Kommune Qeqertalik | Grønlands Landsret Tingsted: Nuuk     |                                       |

## Gerichtsbezirke 1972–2006
1972 wurde die Zahl der Bezirksgerichte von 104 auf 82 reduziert. Die folgende Tabelle zeigt die damalige Einteilung:
| Gerichtsbezirke in Dänemark seit 2005 | Gerichtsbezirke in Dänemark seit 2005 | Gerichtsbezirke in Dänemark seit 2005                                                 | Gerichtsbezirke in Dänemark seit 2005                                  |
| Name                                  | Nummer                                | Gerichtsbezirk                                                                        | 2007 übernehmende Gerichte                                             |
| ------------------------------------- | ------------------------------------- | ------------------------------------------------------------------------------------- | ---------------------------------------------------------------------- |
| Assens                                | 39                                    | Assens, Glamsbjerg, Haarby, Aarup                                                     | Nr. 12: Odense                                                         |
| Ballerup                              | 6                                     | Ballerup, Herlev, Ledøje-Smørum, Værløse                                              | Nr. 21: Glostrup (72 %) Nr. 20: Lyngby (18 %) Nr. 18: Hillerød (10 %). |
| Brædstrup                             | 56                                    | Brædstrup, Nørre-Snede, Tørring-Uldum                                                 | Nr. 8: Horsens (74 %) Nr. 7: Herning (25 %)                            |
| Brøndbyerne                           | 10                                    | Brøndby, Vallensbæk                                                                   | Nr. 21: Glostrup                                                       |
| Brønderslev                           | 82                                    | Brønderslev, Pandrup                                                                  | Nr. 1: Hjørring                                                        |
| Esbjerg                               | 49                                    | Esbjerg, Fanø                                                                         | Nr. 10: Esbjerg                                                        |
| Faaborg                               | 38                                    | Broby, Faaborg                                                                        | Nr. 13: Svendborg                                                      |
| Fjerritslev                           | 74                                    | Brovst, Fjerritslev, Løgstør                                                          | Nr. 1: Hjørring (62 %) Nr. 2: Aalborg (38 %)                           |
| Fredericia                            | 54                                    | Børkop, Fredericia                                                                    | Nr. 9: Kolding                                                         |
| Frederiksberg                         | 2                                     | Frederiksberg                                                                         | Nr. 22: Frederiksberg                                                  |
| Frederikshavn                         | 80                                    | Frederikshavn, Læsø, Skagen                                                           | Nr. 1: Hjørring                                                        |
| Frederikssund                         | 17                                    | Frederikssund, Frederiksværk, Hundested, Jægerspris, Skibby, Stenløse, Ølstykke       | Nr. 18. Hillerød                                                       |
| Gentofte                              | 3                                     | Gentofte                                                                              | Nr. 20: Lyngby                                                         |
| Gladsaxe                              | 5                                     | Gladsaxe                                                                              | Nr. 21: Glostrup                                                       |
| Glostrup                              | 9                                     | Albertslund, Glostrup                                                                 | Nr. 21: Glostrup                                                       |
| Grenaa                                | 66                                    | Ebeltoft, Grenaa, Midtdjurs, Nørre Djurs                                              | Nr. 3: Randers                                                         |
| Grindsted                             | 51                                    | Billund, Give, Grindsted                                                              | Nr. 9: Kolding                                                         |
| Gråsten                               | 44                                    | Bov, Gråsten, Lundtoft                                                                | Nr. 11. Sønderborg                                                     |
| Haderslev                             | 41                                    | Christiansfeld, Haderslev, Vojens                                                     | Nr. 11: Sønderborg (84) Nr. 9: Kolding (16 %)                          |
| Helsinge                              | 16                                    | Græsted-Gilleleje, Helsinge                                                           | Nr. 19: Helsingør                                                      |
| Helsingør                             | 13                                    | Fredensborg-Humlebæk, Helsingør                                                       | Nr. 19: Helsingør                                                      |
| Herning                               | 57                                    | Aulum-Haderup, Brande, Herning, Ikast, Trehøje, Aaskov                                | Nr. 7: Herning                                                         |
| Hillerød                              | 15                                    | Allerød, Farum, Hillerød, Skævinge, Slangerup                                         | Nr. 18: Hillerød (80 %) Nr. 20: Lyngby (20 %)                          |
| Hjørring                              | 81                                    | Hirtshals, Hjørring, Løkken-Vrå, Sindal                                               | Nr. 1: Hjørring                                                        |
| Hobro                                 | 78                                    | Hobro, Nørager, Aalestrup                                                             | Nr. 2: Aalborg                                                         |
| Holbæk                                | 21                                    | Holbæk, Jernløse, Svinninge, Tornved, Tølløse                                         | Nr. 16: Holbæk                                                         |
| Holstebro                             | 60                                    | Holstebro                                                                             | Nr. 6: Holstebro                                                       |
| Holsted                               | 48                                    | Brørup, Holsted, Vejen                                                                | Nr. 10: Esbjerg                                                        |
| Horsens                               | 55                                    | Gedved, Hedensted, Horsens, Juelsminde                                                | Nr. 8: Horsens                                                         |
| Hvidovre                              | 7                                     | Hvidovre                                                                              | Nr. 21 Glostrup                                                        |
| Hørsholm                              | 14                                    | Birkerød, Hørsholm, Karlebo                                                           | Nr. 19: Helsingør                                                      |
| Kalundborg                            | 22                                    | Bjergsted, Hvidebæk, Kalundborg                                                       | Nr. 16: Holbæk                                                         |
| Kjellerup                             | 70                                    | Bjerringbro, Hvorslev, Karup, Kjellerup                                               | Nr. 3: Randers                                                         |
| Kolding                               | 53                                    | Kolding, Lunderskov, Vamdrup                                                          | Nr. 9: Kolding                                                         |
| Korsør                                | 24                                    | Korsør, Skælskør                                                                      | Nr. 15: Næstved                                                        |
| København                             | 1                                     | København                                                                             | Nr. 23: København (59 %) Nr. 22: Frederiksberg (41 %)                  |
| Køge                                  | 19                                    | Køge, Skovbo, Vallø                                                                   | Nr. 17: Roskilde                                                       |
| Lemvig                                | 62                                    | Lemvig, Thyborøn-Harboøre                                                             | Nr. 6: Holstebro                                                       |
| Lyngby                                | 4                                     | Lyngby-Taarbæk, Søllerød                                                              | Nr. 20: Lyngby                                                         |
| Mariager                              | 68                                    | Mariager, Nørhald, Purhus                                                             | Nr. 2: Aalborg                                                         |
| Maribo                                | 31                                    | Holeby, Maribo, Rødby, Sakskøbing                                                     | Nr. 14: Nykøbing Falster                                               |
| Middelfart                            | 40                                    | Ejby, Middelfart, Nørre Aaby                                                          | Nr. 12: Odense                                                         |
| Nakskov                               | 32                                    | Højreby, Nakskov, Ravnsborg, Rudbjerg                                                 | Nr. 14: Nykøbing Falster                                               |
| Nibe                                  | 75                                    | Farsø, Nibe, Aars                                                                     | Nr. 2: Aalborg                                                         |
| Nyborg                                | 35                                    | Kerteminde, Nyborg, Ullerslev, Ørbæk                                                  | Nr. 13: Svendborg (74 %) Nr. 12: Odense (26 %)                         |
| Nykøbing Falster                      | 30                                    | Nykøbing Falster, Nysted, Nørre Alslev, Stubbekøbing, Sydfalster                      | Nr. 14: Nykøbing Falster                                               |
| Nykøbing Mors                         | 72                                    | Morsø                                                                                 | Nr. 6: Holstebro                                                       |
| Nykøbing Sjælland                     | 20                                    | Dragsholm, Nykøbing-Rørvig, Trundholm                                                 | Nr. 16: Holbæk                                                         |
| Næstved                               | 28                                    | Fladså, Holmegaard, Næstved, Præstø, Suså                                             | Nr. 15: Næstved (90 %) Nr. 14: Nykøbing Falster (10 %)                 |
| Odense                                | 34                                    | Bogense, Langeskov, Munkebo, Odense, Otterup, Søndersø, Tommerup, Vissenbjerg, Årslev | Nr. 12: Odense (96 %) Nr. 13: Svendborg (4 %)                          |
| Randers                               | 67                                    | Hadsten, Langå, Randers, Rougsø, Sønderhald                                           | Nr. 3: Randers                                                         |
| Ribe                                  | 47                                    | Bramming, Ribe                                                                        | Nr. 10: Esbjerg                                                        |
| Ringkøbing                            | 58                                    | Holmsland, Ringkøbing, Ulfborg-Vemb                                                   | Nr. 7: Herning (77 %) Nr. 6: Holstebro (23 %)                          |
| Ringsted                              | 26                                    | Haslev, Ringsted                                                                      | Nr. 17: Roskilde (68 %) Nr. 15: Næstved (32 %)                         |
| Roskilde                              | 18                                    | Bramsnæs, Greve, Gundsø, Hvalsø, Lejre, Ramsø, Roskilde, Solrød                       | Nr. 17: Roskilde                                                       |
| Rudkøbing                             | 37                                    | Marstal, Rudkøbing, Sydlangeland, Tranekær, Ærøskøbing                                | Nr. 13: Svendborg                                                      |
| Rødding                               | 42                                    | Gram, Nørre-Rangstrup, Rødding                                                        | Nr. 11: Sønderborg (57 %) Nr. 10: Esbjerg (43 %)                       |
| Rødovre                               | 8                                     | Rødovre                                                                               | Nr. 21: Glostrup                                                       |
| Rønne                                 | 33                                    | Bornholm, Ertholmene (uden for kommuner)                                              | Nr. 24: Bornholm                                                       |
| Silkeborg                             | 65                                    | Gjern, Hammel, Silkeborg, Them                                                        | Nr. 5: Viborg (87 %) Nr. 3: Randers (13 %)                             |
| Skanderborg                           | 64                                    | Hørning, Odder, Ry, Samsø, Skanderborg                                                | Nr. 8: Horsens (63 %) Nr. 4: Aarhus (37 %)                             |
| Skive                                 | 71                                    | Sallingsund, Skive, Spøttrup, Sundsøre                                                | Nr. 5: Viborg                                                          |
| Skjern                                | 59                                    | Egvad, Skjern, Videbæk                                                                | Nr. 7: Herning                                                         |
| Slagelse                              | 23                                    | Fuglebjerg, Gørlev, Hashøj, Høng, Slagelse                                            | Nr. 15: Næstved (77 %) Nr. 16 Holbæk(23 %)                             |
| Sorø                                  | 25                                    | Dianalund, Sorø, Stenlille                                                            | Nr. 15: Næstved                                                        |
| Store Heddinge                        | 27                                    | Fakse, Rønnede, Stevns                                                                | Nr. 15: Næstved (63 %) Nr. 17: Roskilde (37 %)                         |
| Struer                                | 61                                    | Struer, Thyholm, Vinderup                                                             | Nr. 6: Holstebro                                                       |
| Svendborg                             | 36                                    | Egebjerg, Gudme, Ringe, Ryslinge, Svendborg                                           | Nr. 13: Svendborg                                                      |
| Sæby                                  | 79                                    | Sæby                                                                                  | Nr. 1: Hjørring                                                        |
| Sønderborg                            | 45                                    | Augustenborg, Broager, Nordborg, Sundeved, Sydals, Sønderborg                         | Nr. 11: Sønderborg                                                     |
| Terndrup                              | 77                                    | Arden, Hadsund, Skørping                                                              | Nr. 2: Aalborg                                                         |
| Thisted                               | 73                                    | Hanstholm, Sydthy, Thisted                                                            | Nr. 6: Holstebro                                                       |
| Tårnby                                | 12                                    | Dragør, Tårnby                                                                        | Nr. 23: København                                                      |
| Taastrup                              | 11                                    | Høje-Taastrup, Ishøj                                                                  | Nr. 21: Glostrup                                                       |
| Tønder                                | 46                                    | Bredebro, Højer, Løgumkloster, Skærbæk, Tinglev, Tønder                               | Nr. 11: Sønderborg                                                     |
| Varde                                 | 50                                    | Blaabjerg, Blåvandshuk, Helle, Varde, Ølgod                                           | Nr. 10: Esbjerg                                                        |
| Vejle                                 | 52                                    | Egtved, Jelling, Vejle                                                                | Nr. 9: Kolding                                                         |
| Viborg                                | 69                                    | Fjends, Møldrup, Tjele, Viborg                                                        | Nr. 5: Viborg                                                          |
| Vordingborg                           | 29                                    | Langebæk, Møn, Vordingborg                                                            | Nr. 14: Nykøbing Falster                                               |
| Aabenraa                              | 43                                    | Rødekro, Aabenraa                                                                     | Nr. 11: Sønderborg                                                     |
| Aalborg                               | 76                                    | Hals, Sejlflod, Støvring, Aabybro, Aalborg                                            | Nr. 2: Aalborg (95 %) Nr. 1: Hjørring (5 %)                            |
| Århus                                 | 63                                    | Galten, Hinnerup, Rosenholm, Rønde, Århus                                             | Nr. 4: Aarhus (89 %) Nr. 3: Randers (8 %) Nr. 8: Horsens (3 %)         |

## Andere
Es besteht ein Arbeitsgericht erster und zweiter Instanz (Arbejdsretten) in Kopenhagen. In Bezug auf die Verwaltungsgerichtsbarkeit bestehen in erster Instanz Verwaltungsausschüsse deren Entscheidungen durch die ordentlichen Gerichte überprüft werden können. Eine gesonderte Verfassungsgerichtsbarkeit besteht nicht.